# Jorge Aizkorreta
Jorge Aizkorreta Jurado (ur. 6 stycznia 1974 w Barakaldo) – hiszpański piłkarz występujący na pozycji bramkarza. 

## Kariera klubowa
Aizkorreta karierę rozpoczynał w 1993 roku w Bilbao Athletic, będącym rezerwami Athleticu Bilbao i grającym w Segunda División. W 1995 roku został włączony do pierwszej drużyny Athleticu, występującej w Primera División. W lidze tej zadebiutował 3 grudnia 1995 w wygranym 2:1 meczu z Realem Valladolid. W sezonie 1995/1996 w barwach Athleticu zagrał 8 razy.
W 1996 roku Aizkorreta odszedł do Logroñés, także grającego w Primera División. W sezonie 1996/1997 spadł z zespołem do Segunda División. W Logroñés grał do końca sezonu 1998/1999. Następnie, aż do końca kariery w 2005 roku, występował w innych zespołach Segunda División - Extremadurze, Racingu Ferrol oraz Elche CF.
W Primera División rozegrał 35 spotkań.

## Kariera reprezentacyjna
Aizkorreta wystąpił jeden raz w reprezentacji Hiszpanii U-21.
W 1996 roku był członkiem reprezentacji na letnich igrzyskach olimpijskich, zakończonych przez Hiszpanię na ćwierćfinale.
W tym samym roku znalazł się też w kadrze na mistrzostwa Europy U-21.